# Bodenentseuchung
Bei der Bodenentseuchung (Bodendesinfektion) werden Schädlinge oder Krankheitserreger in der oberen Bodenschicht abgetötet.
Die Bodenentseuchung ist eine Pflanzenschutz-Maßnahme, die überwiegend in Gärtnereien, Baumschulen oder Pflanzenzuchtbetrieben stattfindet. Sie kann physikalisch durch Dämpfen (Bodendesinfektion) mit Heißdampf oder Abflammen oder chemisch durch den Einsatz von Bioziden stattfinden.
Eine häufige Anwendung ist der Einsatz von Nematiziden zur Bekämpfung von Fadenwürmern in Blumenerde und im Zuckerrübenanbau.
Ebenfalls wird der Begriff Bodenentseuchung verwandt, wenn es darum geht, Giftstoffe (z. B. Schwermetalle) oder Radioaktivität (siehe: Dekontamination) aus dem Boden zu entfernen.